# Dasyurini
Dasyurini (кволи) — триба родини кволових.

## Систематика
Триба включає такі сучасні роди і види:
- Підродина Dasyurini
  - Рід Dasycercus — мулгара
    - Вид Dasycercus blythi — мулгара пухнастохвоста
    - Вид Dasycercus cristicauda — мулгара гребнехвоста

  - Рід Dasykaluta — калута
    - Вид Dasykaluta rosamondae — калута

  - Рід Dasyuroides — коварі
    - Вид Dasyuroides byrnei — коварі

  - Рід Dasyurus — квол
    - Вид Dasyurus albopunctatus — квол новогвінейський
    - Вид Dasyurus geoffroii — квол Жофруа
    - Вид Dasyurus hallucatus — квол карликовий
    - Вид Dasyurus maculatus — квол тигровий
    - Вид Dasyurus spartacus — квол бронзовий
    - Вид Dasyurus viverrinus — квол крапчастий

  - Рід Glaucodon
    - Вид Glaucodon ballaratensis

  - Рід Myoictis
    - Вид Myoictis leucura
    - Вид Myoictis melas
    - Вид Myoictis wallacei
    - Вид Myoictis wavicus

  - Рід Neophascogale
    - Вид Neophascogale lorentzii

  - Рід Parantechinus
    - Вид Parantechinus apicalis

  - Рід Phascolosorex
    - Вид Phascolosorex doriae
    - Вид Phascolosorex dorsalis

  - Рід Pseudantechinus
    - Вид Pseudantechinus bilarni
    - Вид Pseudantechinus macdonnellensis
    - Вид Pseudantechinus mimulus
    - Вид Pseudantechinus ningbing
    - Вид Pseudantechinus roryi
    - Вид Pseudantechinus woolleyae

  - Рід Sarcophilus — тасманійський диявол
    - Вид Sarcophilus harrisii — тасманійський диявол